# タウンゼンド諸法

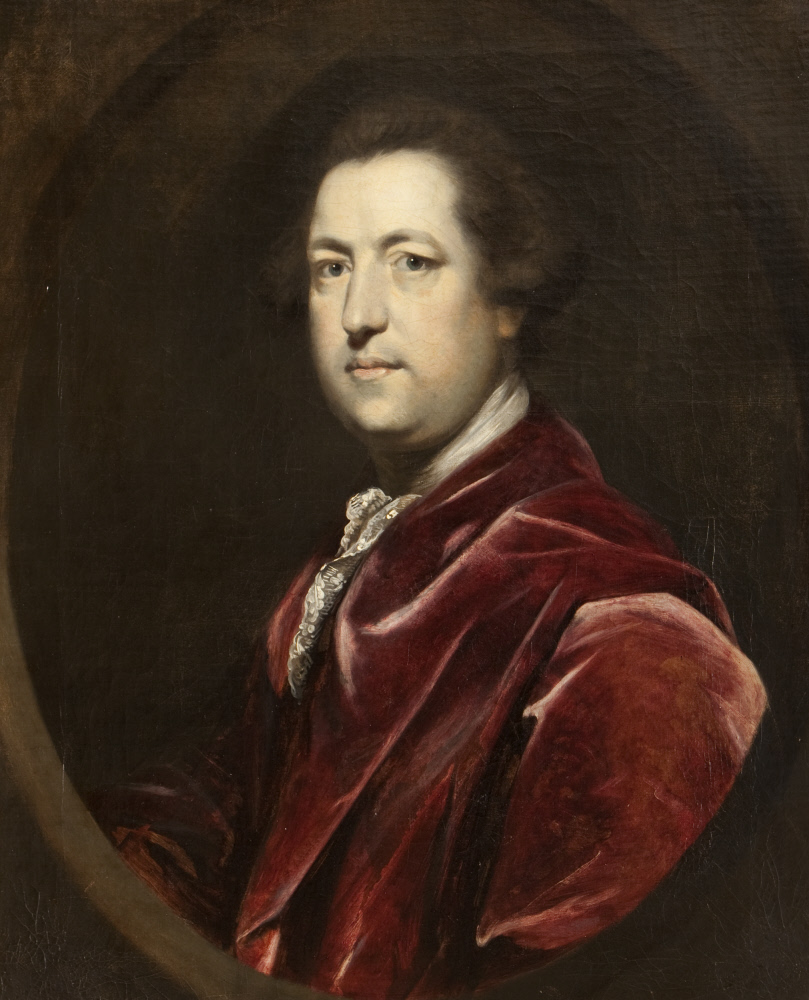
タウンゼンド諸法導入の急先鋒チャールズ・タウンゼンド（ジョシュア・レノルズ画、1765年頃）。諸法の有害な影響が表れ始めたころには、すでにこの世になかった。

タウンゼンド諸法（タウンゼンドしょほう、英語: Townshend Acts）は、イギリス帝国の議会が1767年以降に成立させた、英領アメリカの植民地に関する一連の法令を指す。計画の提唱者である財務大臣チャールズ・タウンゼンドにちなみ、タウンゼンド諸法と名づけられている。どこまでを「タウンゼンド諸法」に含めるかは研究者間で若干の相違があるが、おおむね5つ法令の中から言及される。1767年の歳入法、補償法、関税委員法、副海事裁判法、ニューヨーク制限法である。
タウンゼンド諸法の目的は、植民地からの税収増をもって現地の総督と判事の俸給に当て、植民地のルールから総督や判事を独立させること、法の徹底による貿易統制をより効果的に推進できる体制を整えること、1765年の宿営法に応じようとしないニューヨーク植民地を処罰すること、本国議会が植民地に対する課税権を有するという先例を確立することである。タウンゼンド諸法は植民地側の抵抗に会い、1768年にはイギリス軍がボストンを占拠する事態にいたり、やがて1770年のボストン虐殺事件に発展した。
ボストン虐殺事件の結果、本国議会はタウンゼンド関税の一部撤廃の動議を諮った。そして新しく導入された税のほとんどは撤廃されたが、茶への課税は継続された。本国政府は植民地の同意を得ないままに課税することを試み続けたが、結局、ボストン茶会事件が起き、そしてアメリカ独立革命が始まるのである。

## 背景
七年戦争（1756年 - 1763年）を戦い抜いたイギリス帝国は重い負債にあえいでいた。新たに獲得した版図にかかる費用負担の一助として、グレートブリテン議会（以下「本国議会」）は北米植民地からの徴税を決定した。以前に航海法を制定したときは、課税は帝国の貿易に統制をはかるための手段にすぎなかった。しかし1764年の砂糖法では、これまでになく、歳入増という目的を前面に出して植民地に税を課すことを模索した。北米植民地の人々が砂糖法に反対したのは、最初は経済的な理由からだったが、憲法上の問題が含まれていることに気づくのにそう時間はかからなかった。
憲法によれば、イギリス臣民は、本国議会における自分たちの代表の同意なくして税を課されることがあってはならないとされていた。植民地は本国議会に議員を選出していなかったため、植民地の多くの人々は、自分たちに税を課そうとする本国議会の試みは、同意によってのみ課税を可能にすることを謳った憲法の理念に反していると考えた。これに対し、本国議員の一部は「事実上の代表」という論法をもって対抗した。つまり、たとえ選挙によって選ばれた議員がいないにせよ、植民地の意見は実際に本国議会で反映されているというのである。この論題は、砂糖法の頃はまだささやかに討論されたにすぎなかったが、1765年の印紙法成立時は主要な論点となった。印紙法は植民地から広く批判を浴び、翌年、やむなく本国議会はこれを撤廃した。
印紙法をめぐる議論のその奥底には、税制や代議制よりももっと基礎的な問題が潜んでいた。すなわち、本国議会は植民地に対する主権を有するのかどうかという疑問である。これ対する回答として本国議会は、1766年に印紙法を撤廃すると同時に宣言法を成立させ、本国議会が植民地に対する立法を「ありとあらゆる場合において」行いうるとした。

## タウンゼンドの計画

### 歳入増
| 課税対象 | 課税単位     | 関税率           |
| -------- | ------------ | ---------------- |
| 茶       | 1ポンド      | 3ペンス          |
| 低品質紙 | 1連（480枚） | 3ペンス          |
| 高品質紙 | 1連（480枚） | 12シリング       |
| 塗料     | 100ポンド    | 2シリング        |
| 鉛       | 100ポンド    | 2シリング        |
| ガラス   | 100ポンド    | 4シリング8ペンス |

タウンゼンド諸法の中でまず最初に成立したのが、単数形でタウンゼンド法とも呼ばれる、1767年の歳入法である。これは、1766年の印紙法撤廃後、なおもアメリカ植民地からの税収入を得ようとしたチャタム内閣が打ち出した新しい方策である。本国政府の見たところ、植民地が印紙法に反対した理由は、それが直接税（あるいは「対内税」）であったということに根底を発しており、ゆえに、輸入にかかる税のような間接税（あるいは「対外税」）であれば受け入れられるものと考えた。これを念頭に、当時の財務大臣チャールズ・タウンゼンドは、植民地に輸入された茶、紙、塗料、鉛、ガラスといった品々に新たに税金を課すという案を練った。いわゆるタウンゼンド関税である。これらの品々は、北米では生産されておらず、植民地はイギリス本土以外から購入することを認められていなかった。
本国政府は、印紙法が反対された理由を誤解した結果、植民地は「対外税」であれば許容すると思い込んだ。だが植民地が「対内税」に反対したのは「対外税」ならば受け入れるということを意味するものではない。植民地のスタンスは、本国議会の決による歳入増を目的とする課税は、いかなるものであれ違憲であるというものだった。歴史研究者ジョン・フィリップ・レイドは、「タウンゼンドは、アメリカは対内税は違憲で対外税は合憲とみなしていると誤信していた。この誤信は、独立へと連なる歴史展開においてきわめて重大なものであった」と書き述べた。歳入法は1767年6月29日に勅許を得た。このとき、本国議会ではほとんど異論が出なかった。「歴史を大きく揺るがした法律が、これほど平穏無事に通過したのは他に類をみない」と、歴史研究者のピーター･トーマスは書いている。
歳入法とあわせて成立したのが1767年の補償法である。その狙いは東インド会社の茶にオランダから密輸入される茶に対抗しうる競争力を持たせることだった。この法律により、イギリス本土への輸入関税は撤廃され、植民地への輸出価格を下げることができるようになった。削減された税収入は、歳入法による植民地への課税によって一部補償されることになっていた。
タウンゼンド関税に謳われたそもそもの目的は、北米駐屯軍の支出をまかなうために歳入を増やすことだった。しかし、タウンゼンドはその目的を改め、税収を植民地総督と判事の俸給を支払うために用いることにした。総督や判事の俸給は、それまでは植民地議会から支払われていたが、本国議会は植民地から「金の力」を取り上げようと期した。歴史研究者のジョン・C・ミラーによれば、「辣腕にもタウンゼンドは、税法の整備によってアメリカから資金を取り上げ、それを財源として植民地総督や判事の地位を各植民地議会から独立させることによって、アメリカの自立に対抗した」のである。
一部の議員は、タウンゼンドのプランでは年4万ポンドの歳入しか見込めないことを理由に反対したが、タウンゼンドはその趣旨について、まずは植民地への課税を確固たる先例として確立し、それから段階的に増税を推し進め、最終的には植民地の自弁運営を視野に入れたものと説明した。歴史研究者ピーター・トーマスによれば、タウンゼンドの「狙いは財政よりもむしろ政治にあった」。

### 遵法の徹底
新たな税の徴収を徹底するにあたり、1767年の関税委員会法に基づき、イギリス関税局を範とするアメリカ関税局委員会が設立された。イギリス関税局は、遠く離れた植民地に貿易統制を施行することのむずかしさに直面していたからである。5人の評議委員が任命され、ボストンに拠点を置くことになった。関税局は、植民地のイギリス政府に対する敵意を相当に生み出したとされる。歴史研究者のオリヴァー・M・ディッカースンによれば、「帝国領土における植民地内外の実質的な乖離は、この独立機関が創設されたその日に始まった」。
また、前出の1767年の歳入法は、関税の施行の他に、援助令状という捜査範囲を特定せずに発行される一般令状の適法性を改めて是認しており、税関職員はこれを原権として、密貿易にかかわっている家屋や事業者に対する強制捜査を行うことができた。
さらに、貿易にまつわる諸法令を徹底するために定められたもうひとつの方策として1768年の副海事裁判法がある。タウンゼンド諸法に含めて論じられることが多いが、この法律はタウンゼンドの入閣前に策定が始まり、生前の成立を見なかった。副海事裁判法の以前は、北米の副海事裁判所はハリファックスにのみ置かれていた。1764年に設立されたこの裁判所は、広域にわたる植民地すべてを所轄するのをもてあましていたため、1768年の副海事裁判法の施行によって、ハリファックス、ボストン、フィラデルフィア、チャールストンの4都市に分立された。副海事裁判所の目的のひとつは、密貿易を取り締まる税関職員を支援することだった。副海事裁判は陪審員を置かないため、植民地に不評な貿易条例に反した人々を寛恕したがる陪審員の意向を避けることができたからである。
またタウンゼンドは、1765年の宿営法による財政負担を憲法に反する徴税とし、同法に応じることを拒んでいたニューヨーク邦議会に関する問題にも対策を打った。ニューヨーク制限法という、歴史研究者のロバート・チャフィンによれば「正式にタウンゼンド諸法の一部である」この法律は、宿営法に応じない限り植民地議会の権限を停止するというものである。結局、この法律が本国議会を通過する前にニューヨーク邦議会は宿営法の費用を購う資金を供出したため、実際に適用されることはなかった。ただし植民地議会は、資金供出にあたり宿営法へは言及しておらず、つまり本国議会の植民地に対する課税権の是認を回避した。むしろ、選挙によって選ばれた立法府を本国議会が停止するのは憲法に則った行為ではありえないという決議声明を採択した。

## 反発

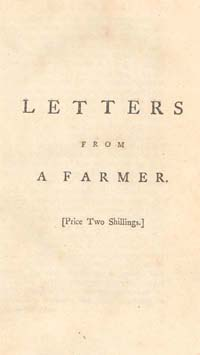
ディキンソン『ペンシルベニアの一農夫からの手紙』

タウンゼンドは自分の計画が植民地で物議を醸すことを予見していたが、「母国の優位性が今ほど発揮される時はない」と主張した。
タウンゼンド諸法は2年前の印紙法の時のような騒動がただちに起きることはなかったが、次第に反対運動が広がっていった。
しかし、タウンゼンド本人はこの反応を見ることはなく、1767年9月4日に急死した。
タウンゼンド諸法への植民地の反応として最も影響力があったのが、ジョン・ディキンソンの「ペンシルベニアの一農夫からの手紙」（Letters from a Farmer in Pennsylvania）と題した全12編のエッセイであり、最初のものは1767年12月に出版された。
ディキンソンは、植民地では既に広く受け入れられていた考えを雄弁に語り、「内国税」と「外国税」に違いはなく、歳入を増やす目的で議会が植民地に課した税金は違憲であると主張した。
また、彼は税率が低いという理由だけで、課税を認めることは危険な前例となると警鐘を鳴らした。
ディキンソンはエッセイのコピーをマサチューセッツ湾直轄植民地のジェイムズ・オーティスに送付し、「アメリカの自由という理想が確立されるのがいつになるにせよ、私はマサチューセッツ湾邦（プロヴィンス）に期待する」と伝えた。マサチューセッツ植民地議会はタウンゼンド諸法への反対運動を開始し、、まず国王ジョージ3世に歳入法の停止を求める請願書を送り、次に他の植民地議会に抗議活動への参加を呼びかける「マサチューセッツ回状」と呼ばれる書簡を送付した。
この書簡を受け取ったヴァージニアとペンシルヴァニアの両植民地政府も国王に嘆願書を送ったが、他の植民地は本国議会の主権を認めたと解釈されかねないとして、こうした措置は取らなかった。
この両植民地政府の請願に対して本国議会は審議を拒否した。
新設されたばかりの植民地大臣に任用されたヒルズバラ伯爵は、マサチューセッツの行動を危険視した。1768年4月、彼はアメリカの植民地総督らに書簡を送り、マサチューセッツ回状に応じた植民地議会を解散させるよう指示した。また、マサチューセッツ植民地総督のフランシス・バーナードには、議会に回状の撤回を命じるよう指示した。議会は92対17で命令を拒絶し、バーナードは即座に議会を解散した。
植民地人たちの激しい怒りの知らせがロンドンに届くと、ベンジャミン・フランクリンは、その運動内容に賛同はしなかったものの、1768年に「礼節とマナー」を呼びかける多くのエッセイを執筆した。
フランクリンはタウゼンド諸法とヒルズバラ卿を批判するエッセイを書き続け、 1770年にはロンドンの日刊紙『パブリック・アドバタイザー』に同法を攻撃する11本のエッセイを寄稿した。これらエッセイは、1月8日から2月19日にかけて掲載され、これは「The Papers of Benjamin Franklin」プロジェクトにも収録されている。

### ボイコット運動

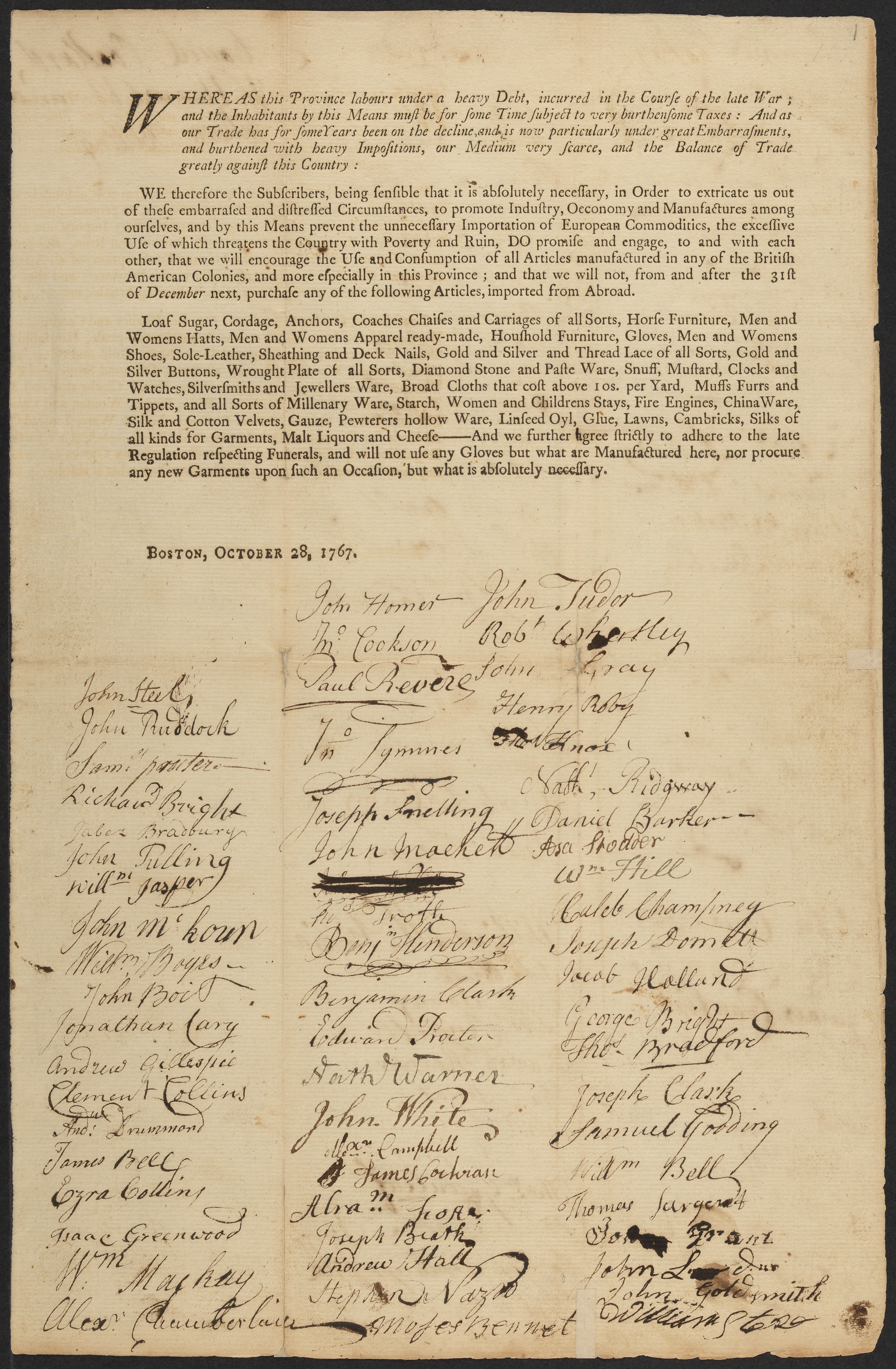
1767年10月、ポール・リビアを含むボストン市民が署名した非輸入協定書

密輸者を含む植民地人の商人たちは、タウゼンド諸法の廃止を求めて、団結してボイコット運動を開始し、イギリスの商人らに圧力をかけた。ボストンの商人たちは、1768年1月1日から特定のイギリス製品の輸入停止を求める最初の非輸入協定を組織した。やがてニューヨークやフィラデルフィアなど他の植民地の港湾商人たちも、この協定に加入した。
バージニアではジョージ・ワシントンとジョージ・メイソンが非輸入運動を組織した。バージニア植民地議会が、バージニア人の同意無しに本国議会が課税する権利はないとする決議を採択すると、ボトトート総督は議会を解散した。議員らは酒場ローリー・タヴァーンで会合を開き、「Association（協会）」で知られるボイコット協定を採択した。
非輸入運動は推進派が期待したほど効果的ではなかった。1769年にイギリスから植民地向けの輸出は38％減少したが、ボイコットに参加しない商人も多くいた。
ボイコット運動は1770年までに綻びが見え、1771年に終わった。

### ボストンにおける騒乱

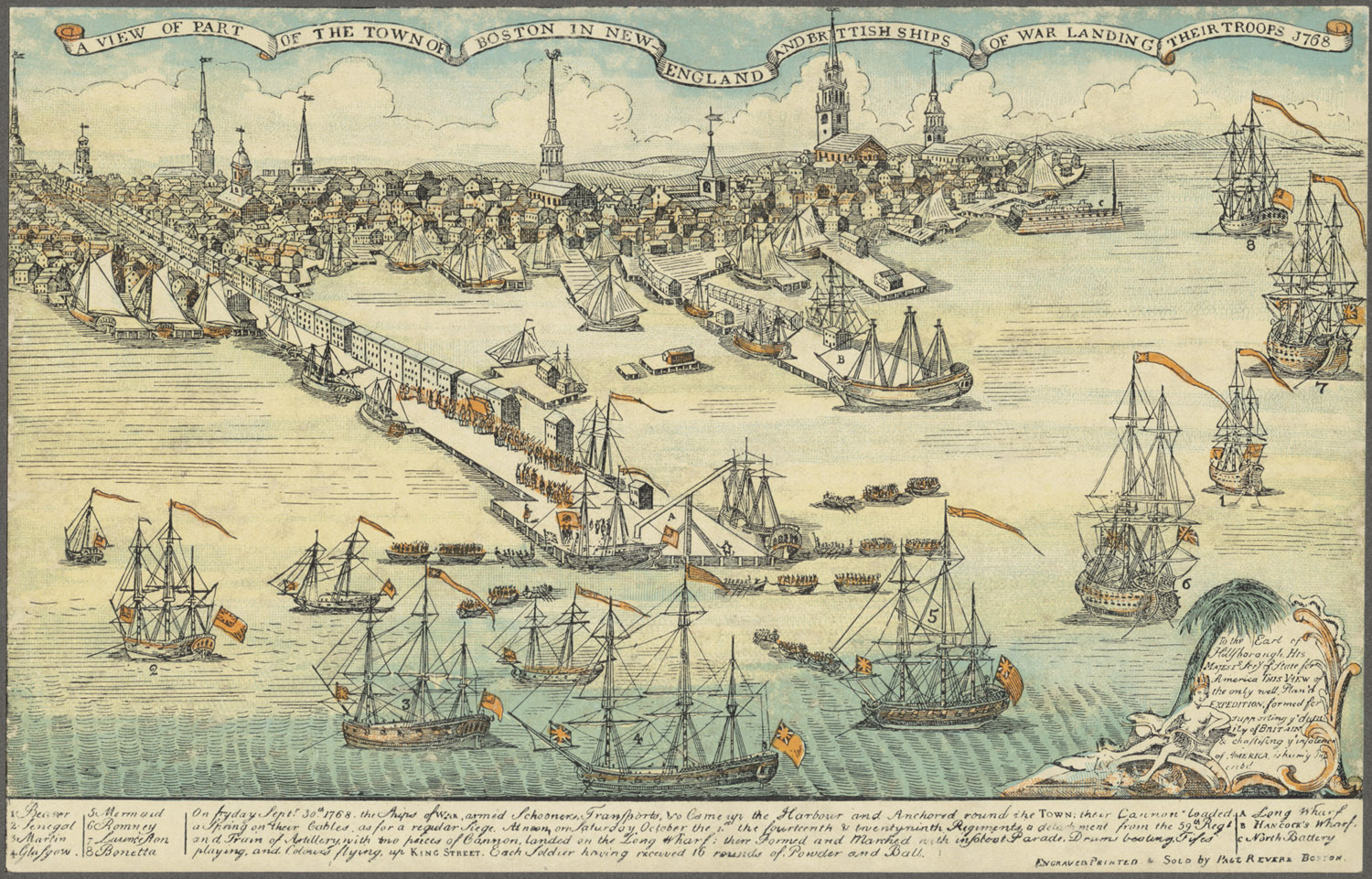
1768年、ボストンに上陸するイギリス軍。ポール・リビアによる版画。

新設されたアメリカ税関はマサチューセッツ湾直轄植民地の首都であるボストンに置かれ、税関はタウゼンド諸法の執行に専念した。
この業務はボストン市民から非常に反感を持たれたために、税関は本国に支援を要請した。サミュエル・フッド提督は50門の大砲を備えた4等軍艦ロムニーを派遣し、これは1768年5月にボストン港に着任した。6月10日、税関は、密輸に関与していたとして、ボストンの有力商人ジョン・ハンコックが所有していたスループ船リバティ号を押収した。元よりロムニー号の艦長が地元の船員たちを抑圧していたことも手伝って、ボストン市民の怒りは限界に達して暴動が起こり、税関職員はマサチューセッツ湾上にあるキャッスル島の要塞キャッスル・ウィリアムに避難した。ハンコックの裁判は副海事裁判所にて行われたが、ジョン・アダムズが弁護を担当し、最終的に告訴は取り下げられた。
マサチューセッツの情勢不安に対し、ヒルズバラ卿はバーナード総督にボストンにおける反逆罪の証拠を見つけるように指示した。
これはつまり、反逆罪の裁判をイングランドで行うために、容疑者をイングランドに移送することを認める1543年の反逆罪の規定を援用し、本国に反抗的なボストン市民を反逆罪に問い、イギリス本国へ移送しようとするものであった（植民地憲章によって、原則として植民地における植民人の犯罪は、植民地政府の裁判所でしか行えなかった）。しかし、バーナードは信頼できる証拠を見つけることができず、反逆罪の裁判が行われることはなかった。
アメリカ植民地の植民地人が逮捕され、裁判のためにイギリスに移送されるかもしれないという事態は、植民地において、さらなる本国への警戒と怒りを招いた。
ヒルズバラ卿はリバティ号の一件以前からボストンに軍を派遣することを決めていた。1768年6月8日、彼は北アメリカ最高司令官トマス・ゲイジ将軍に「ボストンに必要と思われる戦力」を送るよう指示したが、同時に「容易に予見できない結果」に繋がる可能性も認めていた。
当初、ヒルズバラ卿はゲイジは1個連隊を送ると想定していたが、当局はリバティ号事件の発生を受けて、複数個の連隊が必要になったと判断した。
マサチューセッツの住民たちは、9月に軍隊が向かって来ていることを知った。
サミュエル・アダムズは法的根拠のない緊急の市民会議を開き、差し迫ったボストンへの軍の駐屯に反対する決議を行ったが、10月1日に送られた4個連隊のうち、最初の部隊が上陸し、税関職員は町に戻った。
『ジャーナル・オブ・アカーランス』は、ボストン市民と兵士の衝突を記録した一連の新聞の匿名記事において、時に誇張された内容で緊張を煽ったが、1770年2月22日に発生した「約11歳の若者」クリストファー・サイダーが税関職員に殺されたという報道の後は、さらに顕著に緊張が高まった。
この事件にイギリス兵は関与していなかったが、駐屯に対する怒りはエスカレートし、3月5日に、イギリス兵と暴徒化した市民が衝突し、市民5名が射殺される事件が起こった（ボストン虐殺事件）。
この事件を受けて、軍はキャッスル・ウィリアムに撤退した。

## 部分撤廃
英国首相に就任したノース卿フレデリック・ノースは、1770年3月5日（ボストン虐殺事件と同日である）、タウンゼンド関税法の部分的な撤廃を求める動議を庶民院に提出した。議員からは全面撤廃を求める声もあったが、ノースは同調せず、「アメリカへの課税権」を確認する意味で茶への課税を継続すべきと論じた。議論の末、撤廃法は1770年4月12日に勅許を得た。
歴史研究者ロバート・チャフィンは、これによってもほとんど何も変わらなかったと論じている:
タウンゼンド諸法のその大部分が撤廃されたと主張するのは、正確さを欠くというものだろう。本国の歳入のための茶税の徴収。アメリカ関税局。そして何より重要なのが、総督と判事を植民地から独立した立場に置くという方針。事実、タウンゼンド関税法の修正はまずもって何ら変化をもたらすものではなかった。
タウンゼンド関税法による茶への課税は、1773年、東インド会社が植民地へ直接茶を輸出することを認める茶法が成立しても継続された。それから間もなくしてボストン茶会事件が発生し、ここにアメリカ独立革命の舞台が整うのである。